# Xenoplatyura maculata
Xenoplatyura maculata är en tvåvingeart som först beskrevs av Loïc Matile 1970.  Xenoplatyura maculata ingår i släktet Xenoplatyura och familjen platthornsmyggor. Inga underarter finns listade i Catalogue of Life.